# Станислав Тихонов (персонаж)
Станислав Тихонов — герой ряда детективных романов братьев Вайнеров, старший инспектор Московского уголовного розыска.

## Литературный персонаж
Впервые роман об инспекторе уголовного розыска Тихонове появился в 1967 году. Публикация одновременно состоялась в журналах «Наш Современник» и «Советская милиция». Детектив, написанный в духе соцреализма, показывал образцового сыщика, выпускника Московской высшей школы милиции. За 21 год своего литературного существования капитан Тихонов появлялся в остросюжетных романах 7 раз. Общий тираж книг о нём к 2016 году достиг порядка 300 миллионов экземпляров (изданных в 40 странах мира).

### Романы и повести
- «Часы для мистера Келли» (1967)
- «Ощупью в полдень» (Право ходить по земле, 1969)
- «Гонки по вертикали» (1971)
- «Визит к Минотавру» (1972)
- «Лекарство против страха» (Лекарство для Несмеяны, 1978)
- «Город принял» (1978)
- «Завещание Колумба» (Телеграмма с того света / Телеграмма) (1988)

### Радиоспектакли
- «Инспектор Тихонов» (2005)[3]

## Воплощения в фильмах и телесериалах
- 1974 — «Ночной визит» — Григорий Цитайшвили (имя изменено на Георгий Николаевич Дапхвадзе)
- 1977 — «Свидетельство о бедности» — Александр Хочинский (изменена фамилия — Станислав Павлович Соколов)
- 1978 — «Лекарство против страха» — Александр Фатюшин
- 1979 — «Город принял» — Михаил Чигарёв
- 1983 — «Гонки по вертикали» — Андрей Мягков
- 1987 — «Визит к Минотавру» — Сергей Шакуров
- 1989 — «Вход в лабиринт» — Игорь Костолевский (имя изменено на Олег Петрович Муромцев)
- 2016 — «Следователь Тихонов» — Михаил Ефремов (добавлено отчество — Станислав Александрович Тихонов)

## Биография
В наиболее последовательном виде биография Станислава Тихонова изложена в романе «Гонки по вертикали» (что не исключает некоторых противоречий с другими романами, прежде всего с романом «Город принял»). Станислав Павлович Тихонов родился в Москве около 1938 года. Его отец, преподаватель немецкого языка в МГУ, во время войны служил в военной разведке и погиб; мать, преподаватель музыки, потом ещё дважды выходила замуж, сперва за педагога, затем за отставного полковника. В период действия романов о Тихонове его мать — вдова, безуспешно пытающаяся женить сына. Учился на юридическом факультете МГУ, где пережил свою самую сильную (и безответную) любовь к девушке по имени Лена. В 1960 году (согласно «Город принял» в 1969 году) окончил МГУ и поступил на работу в Московский уголовный розыск. В большинстве книг он инспектор, капитан, служащий под началом Владимира Ивановича Шарапова.
Во всех книгах, кроме «Город принял», Тихонов не женат.
В романе «Город принял» говорится, что Тихонов родился в 1946 году, окончил МГУ в 1969 году, и он женат, его супругу зовут Катя и она работает диктором на радио.
Биография главного героя сериала «Следователь Тихонов» отличается от всех книг. В сериале он женат на Анастасии Михайловне Тихоновой, модельере Московского дома моделей одежды (убита в серии «Телеграмма с того света»), имеет дочь Галину. В последней серии женится на Елене Владимировне Лавровой, оперуполномоченном-стажёре МУРа, лейтенанте милиции, дочери генерала Шарапова.